# Ussac
Ussac este o comună în departamentul Corrèze din centrul Franței. În 2009 avea o populație de 3.733 de locuitori.

## Evoluția populației
| An        | 1975  | 1982  | 1990  | 1999  | 2006  | 2009  |
| --------- | ----- | ----- | ----- | ----- | ----- | ----- |
| Populație | 1.655 | 2.077 | 2.762 | 3.260 | 3.475 | 3.733 |